# Леонард, Сильвио
Сильвио Леонард Сарриа (исп. Silvio Leonard Sarría; 20 сентября 1955, Сьенфуэгос) — кубинский легкоатлет-спринтер. Призёр Олимпийских игр в Москве. Второй человек в истории лёгкой атлетики, пробежавший стометровку быстрее 10 секунд.

## Карьера
Впервые о себе Сильвио Леонард заявил в 1973 году, когда установил с результатом 10.24 национальный юниорский рекорд. Уже через год он завоевал две золотые медали на Играх Центральной Америки и Карибского бассейна. Тогда же он, в Остраве, повторил мировой рекорд на соревнованиях с ручной фиксацией результата (9.9).
В 1975 году на Панамериканских играх в Мехико Леонард выиграл стометровку, но при этом получил курьёзную травму. Празднуя свою победу, он наступил в дренажный ров рядом с беговыми дорожками и получил травму ноги, которая повлияла на его подготовку к Олимпиаде в Монреале.
Во время самих Игр, кубинец вновь получил курьёзную травму. Во время пробежки по олимпийской деревне он наступил на осколок стекла и порезал себе стопу. Последствия травмы не дали ему выступить в полную силу, и он прекратил выступления на стадии четвертьфинала.
В 1977 году Леонард стал вторым человеком в истории, который пробежал стометровку быстрее 10 секунд (11 августа 1977 года в Гвадалахаре он пробежал за 9,98).
На Олимпиаде в Москве кубинец занял четвёртое место на двухсотметровке, но на дистанции 100 метров завоевал серебряную медаль, показав результат 10,25, и только по фотофинишу он уступил британскому спринтеру Аллану Уэллсу.
В 1985 году Леонард завершил карьеру и теперь работает спортивным тренером.